# Felip Ros

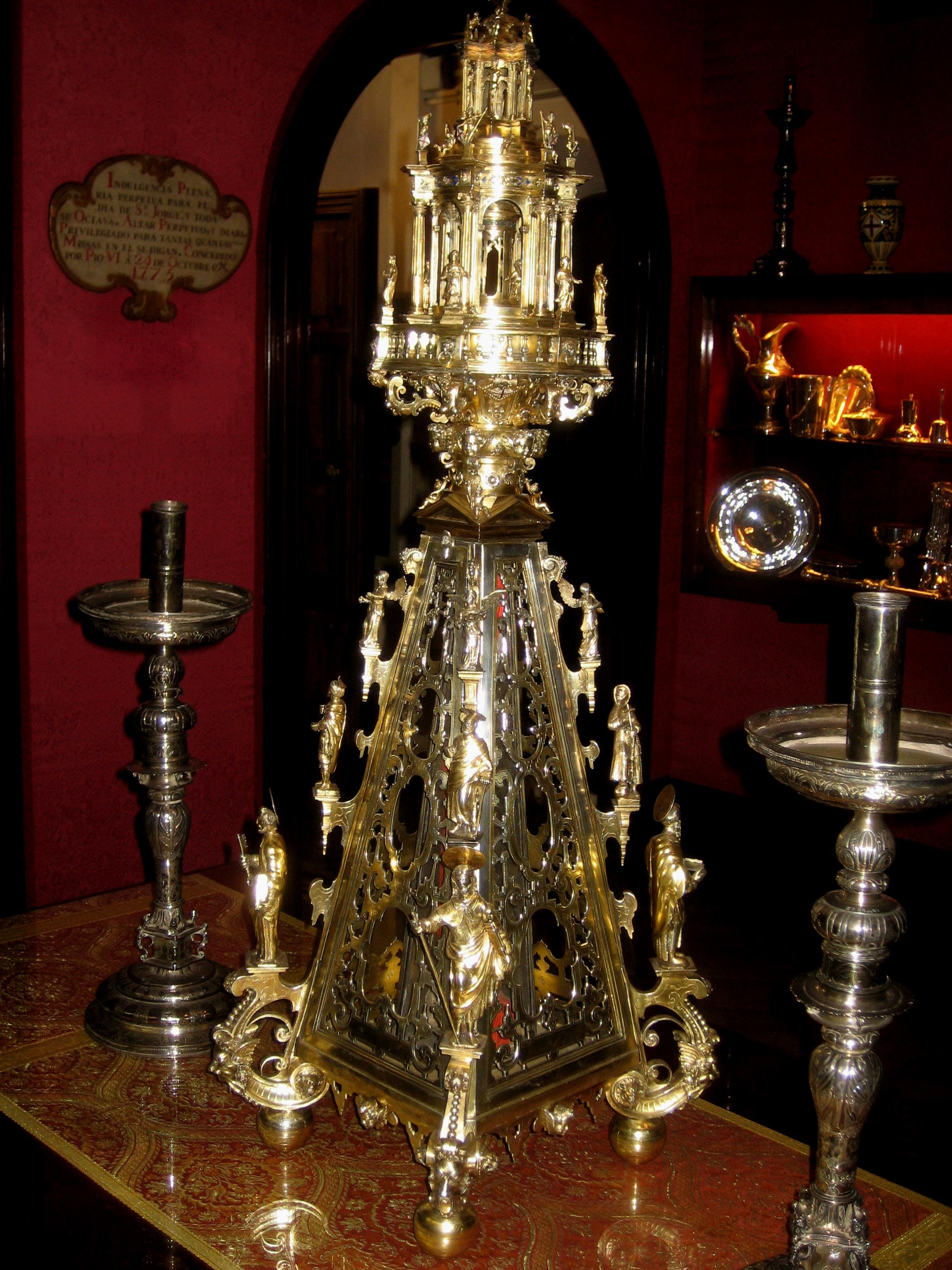
Relicario de Sant Jorge en el Palacio de la Generalidad de Cataluña.

Felip Ros, maestro platero-orfebre, que realizó sus trabajos principalmente en Cataluña entre los siglos XVI y XVII.
El relicario de los santos Fabián y Sebastián lo realizó en el año 1611, para la capilla del ayuntamiento de Barcelona por el que cobró 678 libras, incluido el material empleado. Se compone de un pie torneado con las imágenes a su alrededor de san Sebastián, san Roque, san Fabián y un santo Pontífice, sobre este pie se encuentra un templete ochavado que contiene un tubo de cristal para las reliquias, rodeado por columnas de carácter jónico, sobre ellas una balaustrada con pequeñas figuras de niños desnudos con cascos militares y sosteniendo en sus manos el escudo de Barcelona. El coronamiento de la pieza consta de una cúpula y cruz superior. Se conserva en el Museo de Historia de Barcelona, donde también se guarda un dibujo de aprendizaje firmado por Ros en 1567, de un colgante circular con la representación de la Epifanía bajo una arquitectura renacentista.
La última obra documentada de Felip Ros, es el relicario de San Jorge para la capilla de este santo del Palacio de la Generalidad de Cataluña, realizada en plata dorada; es de grandes dimensiones, en forma de templete circular de dos pisos siendo la base calada y piramidal donde se conserva el fémur de san Jorge custodiado por figuras de ángeles y santos. Sobre el segundo piso se encuentra una cruz con el escudo del santo.

## Otras obras documentadas
- 1582- Imagen de santa Eulalia para el palo de la bandera de la ciudad de Barcelona.
- 1588- Urna de cobre dorado para las reliquias de santa Madrona. 1588
- 1589- Dos candelabros de plata para la capilla de la Casa de la Ciudad de Barcelona.
- 1590- Veracruz para la parroquia de Mediona.
- 1618- Ángel de plancha dorada. Museo de Historia de Barcelona.
- 1625- Imagen de santa Tecla para la catedral de Tarragona junto a Bernat Maymó.
- 1625- Custodia-relicario para la catedral de Gerona.